# Cleo.
Cleopatra Humphrey (Londres, 4 de Novembro de 1988), antigamente conhecida pelo nome artístico Mz. Bratt e agora apenas conhecida como Cleo., é uma rapper e músico de neo-soul grime inglesa.

## Discografia

### Extended plays'
- 2015: Beauty For Ashes

### Mixtapes
- 2007: Give It To Em, Vol. 1
- 2009: Give It To Em, Vol. 2
- 2011: Elements

### Singles
- 2009 — "I Like You" (com participação de Sadie Ama)
- 2009 — "Who Do You Think You Are?"
- 2010 — "Selecta"
- 2011 — "Get Dark"
- 2011 — "Speeding" (com participação de Dot Rotten)
- 2011 — "Tear It All Down"
- 2012 — "Falling Down" (com participação de Khalaeliah)

## Filmografia
- 2011 Anuvahood (como Shay)